# Глинка, Мариан
Мариан Витольд Глинка (пол. Marian Witold Glinka; 1 июля 1943 — 23 июня 2008) — польский актёр театра, кино, радио и телевидения, также танцор, культурист и хореограф.

## Биография
Мариан Глинка родился в Варшаве и окончил там балетную школу. В 1961 году он получил первое место во всепольском конкурсе классического танца, позднее имел успехи в культуризме (троекратный чемпион Польши). Дебютировал в кино в 1961 году ролью в короткометражном антиалкогольном фильме-плакате. Актёрское образование получил в Государственной высшей театральной школе (теперь Театральная академия им. А. Зельверовича) в Варшаве, которую окончил в 1968 году. Актёр театров в Варшаве (театр «Атенеум»), Кракове и Вроцлаве. Выступал в спектаклях «театра телевидения» в 1969–1998 годах и в радиопередачах «театра Польского радио» по 2008 год. Умер в Варшаве и там похоронен на Брудновском кладбище.

## Избранная фильмография
- 1966 — Давай любить русалку / Kochajmy syrenki
- 1967 — Вестерплатте / Westerplatte
- 1968 — Клуб профессора Тутки / Klub profesora Tutki (только в 7-й серии)
- 1971 — Не люблю понедельник / Nie lubię poniedziałku
- 1971 — За стеной / Za ścianą
- 1973 — Чёрные тучи / Czarne chmury
- 1974 — Самый важный день жизни / Najważniejszy dzień życia
- 1974 — Нет розы без огня / Nie ma róży bez ognia
- 1974 — Земля обетованная / Ziemia obiecana
- 1977 — Защитные цвета / Barwy ochronne
- 1978 — Спираль / Spirala
- 1978 — Хэлло, Шпицбрудка / Hallo Szpicbródka
- 1978 — Жизнь, полная риска / Życie na gorąco (только в 5-й серии)
- 1979 — Доктор Мурек / Doktor Murek (только в 3-й серии)
- 1982 — Пепельная среда / Popielec
- 1983 — Альтернативы 4 / Alternatywy 4 (только в 1-й серии)
- 1984 — Академия пана Кляксы / Akademia pana Kleksa
- 1984 — Любовь из хит-парада / Miłość z listy przebojów
- 1984 — Хозяин на Жулавах / Pan na Żuławach
- 1986 — Путешествие пана Кляксы / Podróże Pana Kleksa
- 1986 — Гон / Rykowisko
- 1986 — Предупреждения / Zmiennicy (только в 10-й серии)
- 1987 — Баллада о Янушике / Ballada o Januszku
- 1988—1991 — Пограничье в огне / Pogranicze w ogniu
- 1989 — Пан Клякса в космосе / Pan Kleks w kosmosie
- 1991 — Очень важная персона / V.I.P.
- 1993 — Список Шиндлера / Schindler's List
- 1994 — Край мира / Kraj Świata
- 1995 — История о мастере Твардовском / Dzieje mistrza Twardowskiego
- 1999 — Киллер 2 / Kiler-ów 2-óch
- 2001 — Камо грядеши / Quo vadis
- 2002 — Ведьмак / Wiedźmin
- 2002 — Суперпродукция / Superprodukcja

## Признание
- 2008 — Нагрудный знак «За заслуги перед польской культурой».